# セントラル・セント・マーチンズ

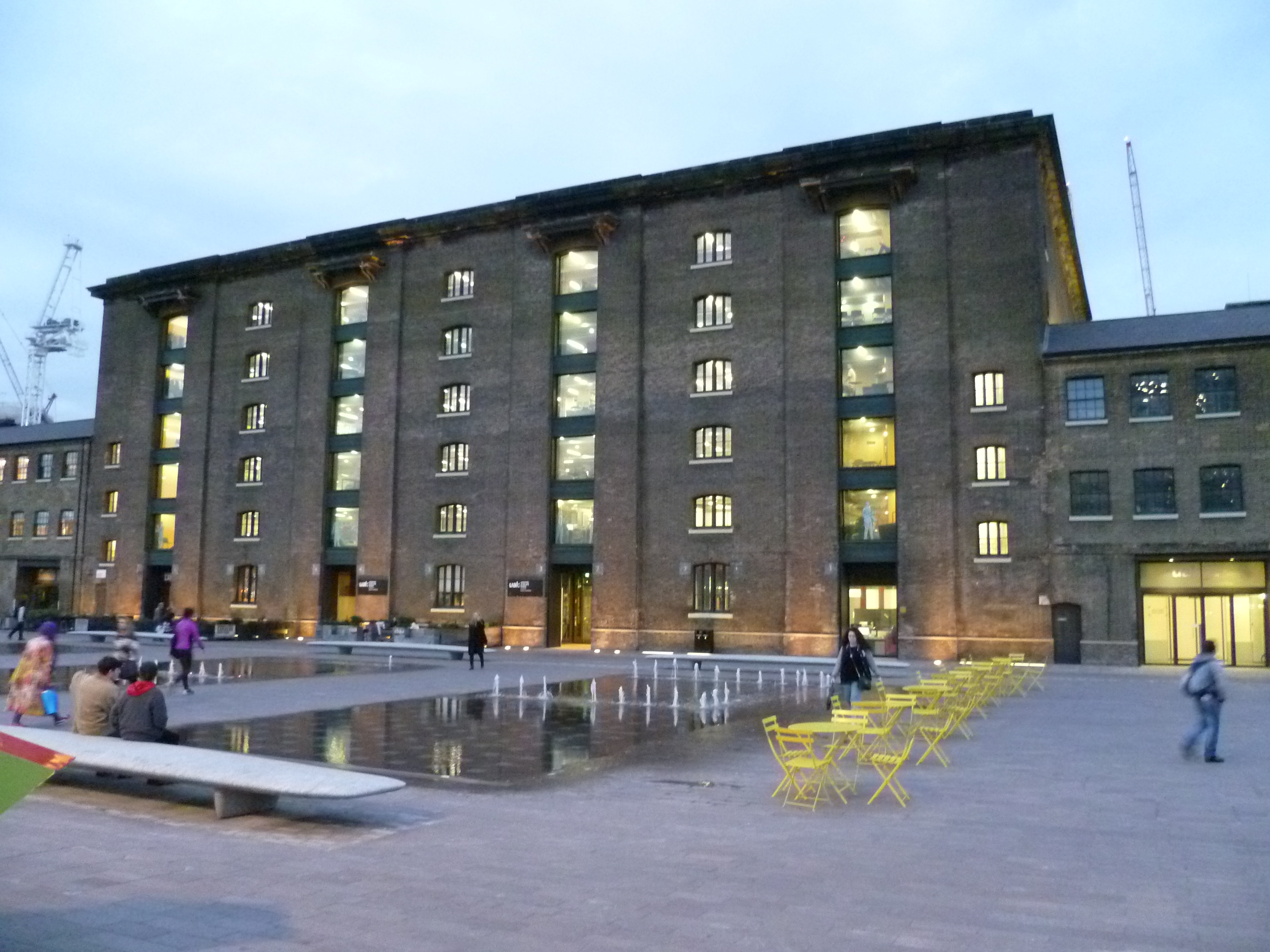
キングス・クロス駅の北側にあるCSMグラナリー・ビルディングの本部 (2015)

セントラル・セント・マーチンズ (Central Saint Martins、略称 CSM) は、ロンドン芸術大学の中のカレッジの一つで、著名なデザイナーを輩出している大学。

## 概要
アートとデザインの科目を幅広く提供するカレッジとして（ファインアート、ファッション＆テキスタイル、映画、ビデオと写真、グラフィックとコミュニケーション・デザイン、3次元デザイン、演劇＆パフォーマンスの分野）、イギリスのアート＆デザイン教育を引っ張っており、ファッション、アート、デザインそれぞれの第一線で活躍する著名人を輩出している。コースのレベルも多彩であり、5日間から3か月のショートコースやファウンデーションコースから修士課程まである。
毎年6月に行われる卒業コレクションや展覧会には、各国からファッション関係者やジャーナリストたちが訪れ注目度が高い。
学生に対して絶えずアートとデザインの境界にチャレンジすることを求めている。ファッションの印象が強いカレッジだが、あくまでベースはファイン・アートである。

## 歴史
1854年に設立されたセント・マーチンズ・スクール・オブ・アートと1896年に設立されたセントラル・スクール・オブ・アート・アンド・クラフツが1989年に合併し、セントラル・セント・マーチンズが誕生。
その後1999年にドラマ・センター・ロンドン、2002年にバイアン・ショー・スクール・オブ・アートをそれぞれ迎え現在のCSMとなる。

## キャンパス
セントラル・セント・マーチンズは3つのキャンパスがロンドンの中心にある。2011年からメインのキャンパスはカムデン区のグラナリー・ビルディングで、キングス・クロス駅から北に歩くで10分程度のところに位置している。駅舎と同じくルイス・キュービット (Lewis Cubitt) が設計した元小麦用倉庫だった。グラナリー・ビルディングの両側にある貨物上屋の間に新しい建物を挿入し、その中央には4フロア吹き抜け全長110メートルに及ぶ "ストリート"を設けた。人が交流し、また展示やショーなどにも使える多目的ホールである。
CSM周辺のエリアには広大なキングス・クロス・セントラル (King's Cross Central) 開発地域、グラナリー・スクウェア (Granary Square)、大英図書館、及びリージェンツ運河などがある。

## 出身者

### ファッションデザイナー
- ジョン・ガリアーノ
- ステラ・マッカートニー
- アレキサンダー・マックイーン
- フセイン・チャラヤン
- ニール・バレット
- キャサリン・ハムネット
- マシュー・ウィリアムソン
- ポール・スミス
- ソフィア・ココサラキ
- サラ・バートン（英語版）
- メアリー・カトランズ（英語版）
- フィービー・フィロ（英語版）
- ザック・ポーセン（英語版）
- マイケル・ヴァンデルハム（英語版）
- ガレス・ピュー（英語版）
- マサト・ジョーンズ（英語版）
- リカード・ティッチ（英語版）
- ハン・チョン（英語版）
- ロニ・イラン（英語版）
- 勝井北斗[1]
- 八木奈央[1]
- 吉田真実[2]
- 信國太志
- 江角泰俊[3]
- 栗原たお
- 野田源太郎[4]
- 大原由梨佳[5]
- 山縣良和[6]
- 田中崇順[7]
- 赤坂公三郎[8]
- 川西遼平[8]
- 具志堅幸太[9]

### デザイナー
- ジェームズ・ダイソン(インダストリアル・デザーナー、ダイソン創立者)
- テレンス・コンラン(家具デザイナー、インテリアデザイナー、レストラン経営者)
- ショーン・オマラ (グラフィックデザイナー)
- ディビット E.カーター (グラフィックデザイナー)

### 芸術家
- ギルバート&ジョージ (アーティスト)
- アントニー・ゴームリー (彫刻家)
- ルシアン・フロイド (画家)
- リチャード・ロング (彫刻家）
- ミハウ・マルティホヴィエツ (アーティスト)
- モナ・ハトゥム (アーティスト)
- アンソニー・ジェームス（英語版）(アーティスト)
- フアン・ムニョス (アーティスト)
- ジョージ・ゴーディエンコ (画家、元プロレスラー)
- MICO MAI (アーティスト)
- 寺内曜子 (美術作家)[10]
- 渡邉香織 (イラストレーター)
- 高屋永遠 (美術家・画家)

### 音楽家
- PJ ハーヴェイ
- M.I.A.
- シャーデー・アデュ
- ジャービス・コッカー
- ポール・シムノン
- Rie fu
- パロマ・フェイス（英語版）

### 映画監督
- ジョー・ライト
- マイク・リー
- クリストファー・ケイン
- ジョシュア・オッペンハイマー
- ハリス・ザンバーラウコス
- チェ・ウニョン（サイエンスSARU創業者）

### 俳優
- コリン・ファース
- ピアース・ブロスナン
- マリアム・ダボ
- ポール・ベタニー
- トム・ハーディ
- ショーン・ハリス
- アンヌ＝マリー・ダフ
- ラッセル・ブランド
- サイモン・キャロウ
- タラ・フィッツジェラルド
- ヘレン・マックロリー
- ジョン・シム
- ジョン・ハート
- ペネロープ・ウィルトン
- エミリア・クラーク
- ジェシカ・ブラウン・フィンドレイ

### その他
- レイチェル・クー（料理家）
- マンガラ・サマラウィーラ（政治家）